# ما دنیاییم
«ما دنیاییم» (به انگلیسی: We Are the World) نام تک‌آهنگی ساخت سال ۱۹۸۵ است. متن این آهنگ توسط مایکل جکسون و لایونل ریچی نوشته شده‌است و کار این آهنگ توسط گروهی از فوق ستاره‌های موزیک با عنوان «آمریکا برای آفریقا» انجام شده‌است. درآمد حاصل از فروش این تک‌آهنگ خرج قحطی‌زدگان آفریقا شده‌است. این تک‌آهنگ با فروش ۳۰ میلیون نسخه، چهارمین تک‌آهنگ پرفروش جهان است. (تنها تعداد ۳۰ تک‌آهنگ در جهان وجود دارد که فروش آن‌ها بیش از ۱۰ میلیون است.)
مایکل در مورد این ترانه می‌گوید: «من این ترانه را بعد از دیدن اخبار وحشتناک در مورد مردمی که در «اتیوپی و سودان» از گرسنگی بیش از حد، در حال مرگ بودند، با همکاری لایونل ریچی نوشتم». لاتویا جکسون، خواهر مایکل دربارهٔ چگونگی نوشته شدن این ترانه می‌گوید: «لایونل یکی دو خط از این ترانه را نوشته بود. پس از آن‌که او استودیو را ترک کرد، مایکل به آن‌جا رفت و تمام ترانه را نوشت. او روز بعد به کوئینسی جونز و لایونل گفت که ترانه تکمیل شده‌است. اما هرگز لازم ندید که بگوید چه کسی کل ترانه را نوشته است».
ترانهٔ ما دنیاییم نخستین آهنگی است که چند صفحهٔ پلاتین دریافت کرده‌است. تنها در طی یک ماه، در تمام زمینه‌ها صفحه‌های طلا، پلاتین و در برخی زمینه‌ها چندین صفحهٔ پلاتین دریافت کرد.
نام ترانهٔ ما دنیاییم به عنوان «پرفروش‌ترین تک‌آهنگ تمام دوران‌ها»، در کتاب رکوردهای جهانی گینس ثبت شد و در این جایگاه باقی ماند تا این‌که در سال ۱۹۹۷، آهنگ «شمعی در باد _ چهرهٔ تو امشب چیزی را نشان می‌دهد» که توسط «التون جان»، در ستایش از «پرنسس دایانا» نوشته شده بود، جای آن را گرفت. این ترانه در حال حاضر چهارمین تک‌آهنگ پرفروش جهان است و به عقیدهٔ منتقدان «سرود شمارهٔ یک جهانی». همچنین پرفروش‌ترین تک‌آهنگ دههٔ ۸۰ میلادی نیز است. ترانهٔ ما دنیاییم در ۴ زمینه برندهٔ جایزهٔ گرمی شد: «آهنگ سال»، «صفحه موسیقی سال»، «بهترین اجرای گروهی پاپ» و «بهترین نماهنگ موسیقی، فیلم کوتاه». از زمان انتشار این ترانه مبلغ ۶۳ میلیون دلار (۱۴۷ میلیون دلار با احتساب تورم در سال ۲۰۲۰) برای کمک‌رسانی به گرسنگان آفریقایی و مبارزه با قحطی، جمع شد.
در سال ۱۹۹۹، این آهنگ به نفع گواتمالا و کوزوو بازسازی شد، که پاواروتی به همراه جمعی از خوانندگان مشهور آن زمان، آن را اجرا کردند.
این موسیقی، در سال ۲۰۱۰ نیز پس از زلزلهٔ هائیتی، بنام «ما دنیاییم ۲۵ برای هائیتی» بازسازی شد که جمعی از مشهورترین خوانندگان وقت جمع شدند و آن را اجرا نمودند.

## فهرست خوانندگان

### به ترتیب خواندن
- لایونل ریچی
- استیوی واندر
- پل سایمون
- کنی راجرز
- جیمز اینگرام
- تینا ترنر
- بیلی جوئل
- مایکل جکسون
- دایانا راس
- دیان وارویک
- ویلی نلسون
- ال جارا
- بروس اسپرینگستین
- کینی لاگینس
- استیو پری (نوازنده)
- داریل هال
- مایکل جکسون
- هوی لویس
- سیندی لاپر
- کیم کارنز
- باب دیلن
- ری چارلز